# Фернанду Сантуш
Фернанду Мануел Фернандеш да Кошта Сантуш (порт. Fernando Manuel Fernandes da Costa Santos; нар. 10 жовтня 1954, Лісабон, Португалія) — португальський футболіст та тренер.

## Клубна кар'єра
Він розпочав свою кар'єру у віці 16 років, приєднавшись до молодіжної команди «Операріу Лісабон», звідки перейшов до академії «Бенфіки». До 1971 року виступав в цій команді, допоки не перейшов у «Ешторіл Прая». Там він дебютував у Прімейра-лізі 7 вересня 1975 року, відігравши всі 90 хвилин у домашньому матчі проти «Фаренсе» (2:0). Він завершив свій перший сезон, зігравши ще 12 матчів і допоміг своїй команді зайняти восьме місце в турнірній таблиці. Свої перші голи у вищому дивізіоні він забив у сезоні 1978/79, у якому пропустив лише один матч чемпіонату, зрештою посівши 11-е місце.
Сезон 1979/80 він провів у «Марітіму», де він також був основним гравцем. У 1980 році він повернувся в «Ешторіл» і грав там ще вісім років (п'ять з них у Сегунді-Лізі). У 1987 році у віці 33 років завершив кар'єру футболіста. Будучи футболістом «Ешторіл Прайя» та «Марітіму» він провів 242 матчі і забив 4 голи у чемпіонаті.

## Тренерська кар'єра

### Клубна робота
1987 року розпочав тренерську діяльність в «Ешторіл Прая», а згодом тренував «Ештрелу». 1998 року Сантуш очолив «Порту», з яким у першому ж сезоні виграв національний чемпіонат і Суперкубок. У наступному сезоні він виграв Кубок і Суперкубок Португалії, а також дійшов до чвертьфіналу Ліги чемпіонів.
У 2001 році португалець очолив афінський АЕК, який привів клуб до перемоги в Кубку Греції. Наступною командою, яку він тренував, був «Панатінаїкос».
У сезоні 2003/2004 він очолював «Спортінг» на батьківщині, а наступного сезону він повернувся до АЕКа, з яким дійшов до півфіналу Кубка Греції та посів третє місце в Прем'єр-лізі.
20 травня 2006 року було оголошено, що Сантуш очолить змінить «Бенфіку». Під його керівництвом «орли» посіли третє місце, відставши від чемпіона країни на два очки. 20 серпня 2007 року, після нічиєї 1:1 на виїзді проти «Лейшойнша», він був звільнений і замінений на Хосе Антоніо Камачо.
В результаті Сантуш повернувся до Греції та на початку вересня 2007 року підписав трирічний контракт з ПАОКом. Там він об'єднав зусилля з футбольним директором і колишнім футболістом Теодоросом Загоракісом, посівши друге місце з командою в сезоні 2009/10. В лютому 2010 року Фернандо Сантуш був названий тренером десятиліття в Греції. 19 травня 2010 року Сантуш оголосив на прес-конференції про своє рішення покинути команду.

### Збірна Греції
В червні 2010 року, коли після поразки збірній Аргентини на Чемпіонаті світу з футболу в ПАР і Греція припинила участь у першості, Отто Рехагель пішов у відставку з поста головного тренера збірної Греції, імовірним наступником оглядачі одразу назвали Фернанду Сантуша. Проте на першу пропозицію Грецької футбольної федерації Сантуш відповів відмовою. Після чого Рада федерації підвищила платню тренера до 600 тисяч євро на рік. 28 червня 2010 року після зустрічі із Софоклісом Пілавосом в Афінах була досягнута домовленість. 1 липня 2010 року Фернанду Сантуш був офіційно призначений тренером національної збірної принаймні на наступні два роки.
Сантуш на посаді тренера Греції став рекордсменом за кількістю матчів без поразок (загалом 17 матчів). Цей рекорд почався з його першої гри (у виїзній товариській грі проти Сербії 11 серпня 2010 року) і був припинений у товариській грі проти Румунії (1:3) 15 листопада 2011 року.
Під його керівництвом греки виграли групу кваліфікації до Євро-2012 зі збірними Хорватії, Мальти, Ізраїлю, Грузії та Латвії. А на самому турнірі в Україні і Польщі 15 червня 2012 року він привів їх до перемоги над Росією з рахунком 1:0, завдяки чому греки вийшли до чвертьфіналу змагань, де вони зустрілися з Німеччиною і програли з рахунком 2:4.
19 листопада 2013 року під його керівництвом Греція забезпечила собі участь у фінальній фазі чемпіонату світу 2014 року в Бразилії, обігравши Румунію в плей-оф (3:1, 1:1). На «мундіалі» Сантуш зумів вперше в історії вивести греків у 1/8 фіналу. Там незадовго до початку серії пенальті проти Коста-Ріки, яка зрештою завершилась поразкою з рахунком 3:5, його видалив рефері Бен Вільямс за суперечку. Він спостерігав за пенальті по телевізору зі стадіону, і поразка ознаменувала кінець його перебування на посаді, оскільки його контракт закінчився наступного дня. Спочатку його дискваліфікували на вісім матчів за цей інцидент, а після апеляції скоротили до шести.

### Збірна Португалії
23 вересня 2014 року він був найнятий тренером національної збірної Португалії, яка тоді брала участь у відбіркових раундах до чемпіонату Європи 2016 року, після того, як Паулу Бенту був звільнений через погані результати. Його перша гра під керівництвом відбулася 14 жовтня під час перемоги з рахунком 1:0 у Данії у відбірковому матчі на Євро-2016 і в результаті вийшов на турнір. 10 липня 2016 року разом зі своїми співвітчизниками виграв чемпіонат Європи. У фінальному матчі турніру, що проходив у Франції, його підопічні перемогли господарів з рахунком 1:0 після голу Едера в додатковий час. Перемозі передували нічиї з Ісландією, Австрією та Угорщиною на груповому етапі, які дозволили Португалії вийти в плей-оф з третього місця в групі. Там португальці перемогли Хорватію 1:0 після додаткового часу, Польщу в серії пенальті (рахунок 1:1 в основний час), а в півфіналі Уельс (2:0). За це досягнення тренер 10 липня 2016 року став кавалером ордена «За заслуги». Крім того за підсумками 2016 року він був обраний IFFHS найкращим тренером збірної у світі, а Globe Soccer присудив йому нагороду «Тренер року», а на початку 2017 року він був визнаний ФІФА одним із трьох найкращих тренерів світу 2016 року.

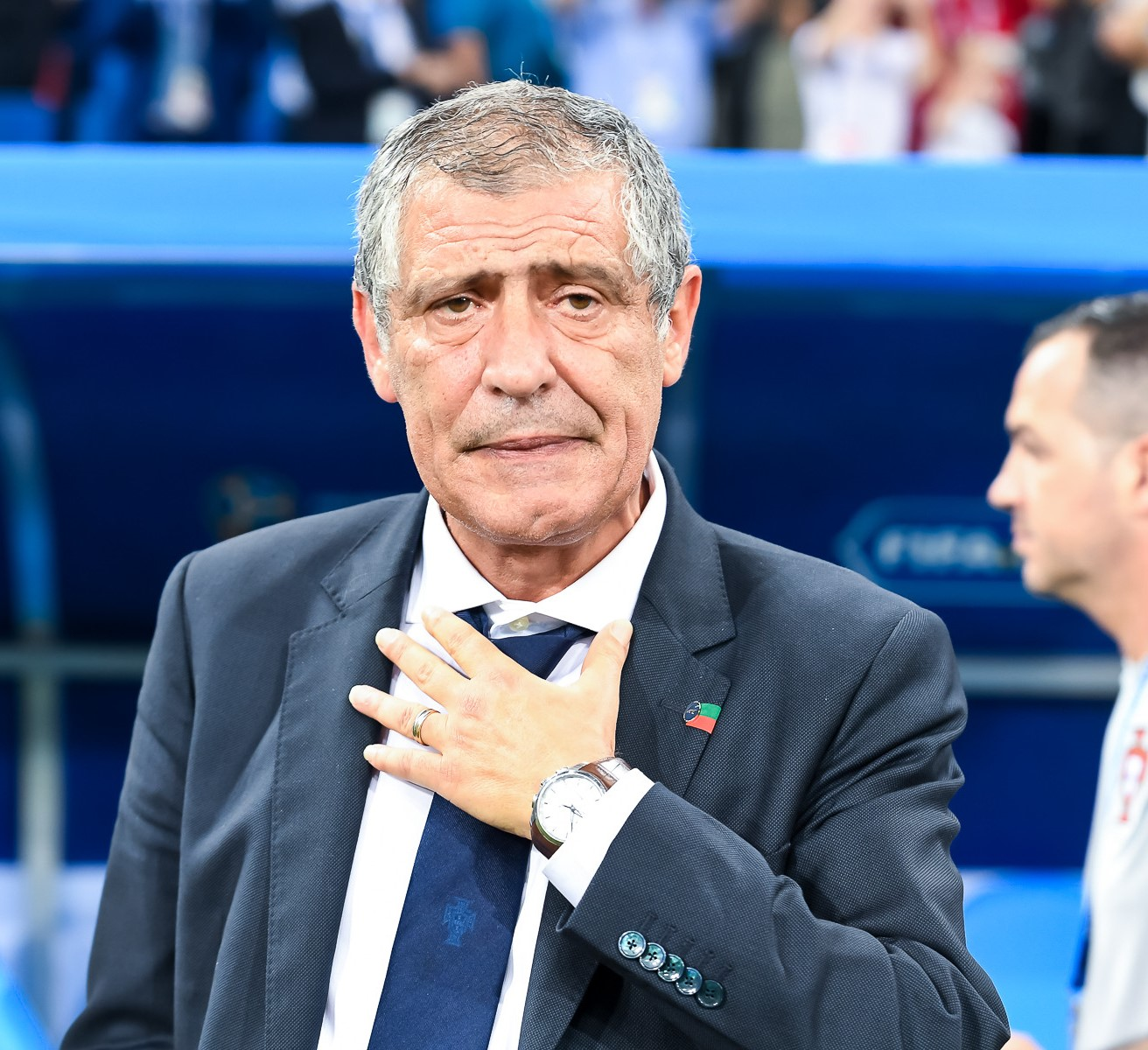
Фернанду Сантуш на чемпіонаті світу 2018 року.

Влітку 2017 року він виграв бронзову медаль на Кубку конфедерацій, обігравши Мексику з рахунком 2:1 в матчі за 3-е місце, який відбувся в Москві 2 липня, а 10 жовтня, у день свого 63-го дня народження, Сантуш з португальцями здобув перемогу над Швейцарією з рахунком 2:0 на «Ештадіу да Луш», що дозволило команді завершити відбір на чемпіонат світу 2018 року з дев'ятьма перемогами в десяти іграх і вийшов на турнір з першого місця. Там португальці вилетіли на стадії 1/8 фіналу після поразки від Уругваю з рахунком 1:2.
Наступного року він у складі збірної Португалії виграв першу Лігу націй УЄФА, у фіналі якої, що відбувся 9 червня в Порту, португальці перемогли Нідерланди з рахунком 1:0 після голу Гонсалу Гедеша.
2021 року Сантуш вивів національну збірну до 1/8 фіналу Євро-2020, де команда програла Бельгії з рахунком 0:1, а наступного року на чемпіонаті світу 2022 року. Там португальці спочатку вийшли з групи, а потім у 1/8 фіналі легко перемогли Швейцарію з рахунком 6:1, що стало найвищим результатом збірної на чемпіонаті світу з 1966 року. Тим не менш у чвертьфіналі португальці неочікувано вилетіли від Марокко. Через це, 15 грудня, після постійної критики щодо його тактики захисту та стилю гри, він був звільнений з посади.

### Збірна Польщі
24 січня 2023 року президент Польської футбольної спілки Цезар Кулеша повідомив про призначення Сантуша головним тренером збірної Польщі, змінивши на цій посаді Чеслава Міхневича. 24 березня дебютував у матчі відбору на Євро-2024 проти Чехії, який завершився поразкою поляків з рахунком 1:3. 16 червня 2023 року під його керівництвом Польща в товариському матчі (вдруге в історії) перемогла Німеччину з рахунком 1:0, втім у відборі команда продовжила виступати вкрай невдало, несподівано надалі програвши Молдові (2:3) і Албанії (0:2). Через це 13 вересня 2023 року звільнений із займаної посади, ставши другим найгіршим тренером збірної Польщі після Збігнєва Бонека у 2002 році.

### «Бешикташ»
7 січня 2024 року очолив турецький «Бешикташ». Сантуш на чолі стамбульської команди провів 16 матчів, п'ять із яких програв та ще чотири його команда зіграла внічию. У Кубку Туреччини клубу вдалось дійти до півфіналу, а у чемпіонаті посідав 4 місце, через що ще до завершення сезону, 14 квітня, його було звільнено. 

## Тренерські досягнення
«Порту»
- Чемпіон Ліги Сагреш: 1998–99

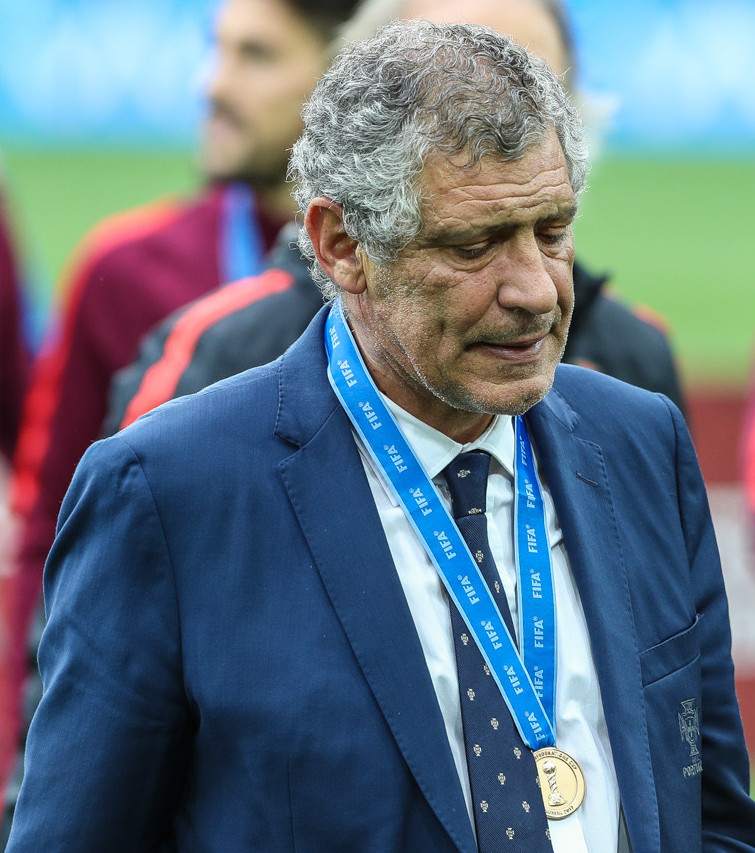
Сантуш з бронзовою медаллю Кубка конфедерацій 2017 року.

- Фіналіст (2 місце) Кубка Португалії: 1999–00, 2000–01
- Фіналіст (2 місце) Суперкубка Португалії: 1998, 1999

«АЕК»
- Володар Кубка Греції: 2001–02

Збірна Португалії
- Чемпіон Європи: 2016
- Переможець Ліги націй УЄФА: 2018–19

## Нагороди
- Найкращий тренер десятиліття в Греції (2010)[4].
- Третій тренер світу 2016 року за версією ФІФА, нагороджений на Параді зірок ФІФА.

## Тренерська статистика
| Команда          | Країна     | Від             | До              | Протокол | Протокол | Протокол | Протокол | Протокол  |
| Команда          | Країна     | Від             | До              | голів    | перемог  | нічиїх   | поразок  | % перемог |
| ---------------- | ---------- | --------------- | --------------- | -------- | -------- | -------- | -------- | --------- |
| Ешторіл Прая     | Португалія | 1990            | 1994            | 140      | 41       | 42       | 57       | 29.29     |
| Ештрела, Амадора | Португалія | 1994            | 1998            | 136      | 39       | 47       | 50       | 28.68     |
| Порту            | Португалія | 1998            | 2001            | 102      | 70       | 18       | 14       | 68.63     |
| АЕК, Афіни       | Греція     | 2001            | 2002            | 26       | 19       | 1        | 6        | 73.08     |
| Панатінаїкос     | Греція     | 2002            | 2003            | 4        | 1        | 0        | 3        | 25,00     |
| Спортінг         | Португалія | 2003            | 2004            | 34       | 23       | 4        | 7        | 67.65     |
| АЕК, Афіни       | Португалія | 2004            | 2006            | 60       | 38       | 15       | 7        | 63,33     |
| Бенфіка          | Португалія | 2006            | 2007            | 31       | 20       | 8        | 3        | 64.52     |
| ПАОК             | Греція     | 2007            | 2010            | 95       | 48       | 21       | 26       | 50.53     |
| Греція           | Греція     | 1 липня 2010    | 1 липня 2014    | 49       | 26       | 17       | 6        | 53,06     |
| Португалія       | Португалія | 24 вересня 2014 | 15 грудня 2022  | 109      | 67       | 23       | 19       | 61,47     |
| Польща           | Польща     | 24 січня 2023   | 13 вересня 2023 | 6        | 3        | 0        | 3        | 50,00     |
| Бешикташ         | Туреччина  | 7 січня 2024    | 13 квітня 2024  | 16       | 7        | 4        | 5        | 43,75     |
| Загалом          | Загалом    | Загалом         | Загалом         | 1048     | 525      | 260      | 263      | 50,10     |

## Особисте життя
Здобув ступінь бакалавра технічного інженера з телекомунікацій та електроніки в Лісабонському інституті. Католик.
Одружений з Гільєрміною Сантуш. У них двоє дітей: син Луїш, економіст, і дочка Катя. Він спілкується португальською, англійською та грецькою мовами.